# Геэз

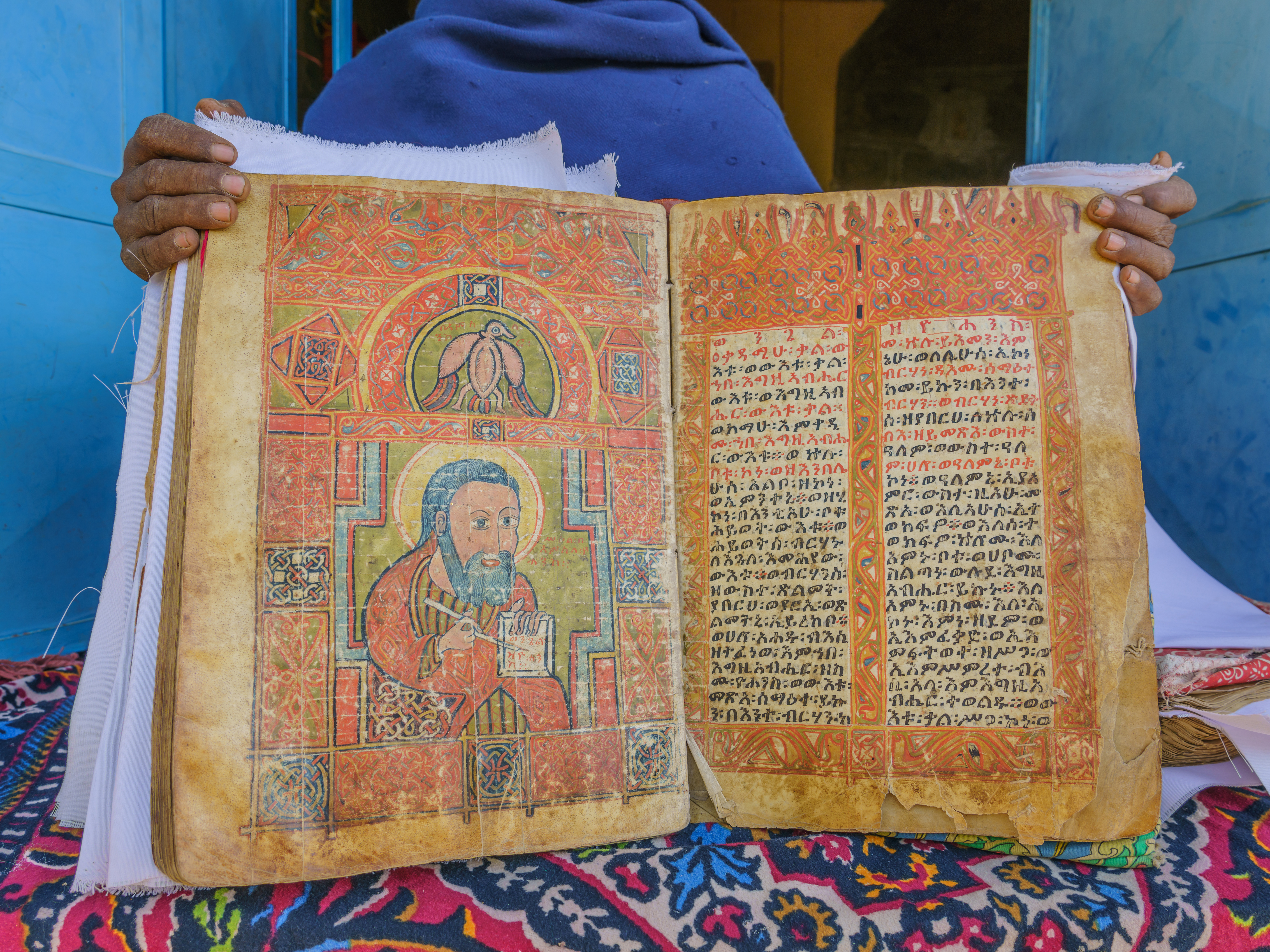
Сохранившийся старинный экземпляр Библии на древнеэфиопском языке

Ге́эз (геез, гы́ыз, (классический) эфиопский, древнеэфиопский язык) — язык, распространённый в Аксумском царстве. До X—XI веков находился как в письменном, так и в устном употреблении, затем использовался в церковной и светской письменности. В настоящее время сохраняет функцию языка литургии Эфиопской православной церкви и Эфиопской католической церкви, а также в иудейском эфиопском обществе. Известен в эпиграфических памятниках начиная с III—IV веков; на геэз имеется обширная переводная и оригинальная литература.
Геэз входит в северную подгруппу эфиосемитских языков.

## Письменность
Для записи языка геэз используется эфиопское письмо.
Древнейший известный образец письма геэз — обелиск Хавулти в Мэтэре, Эритрея (предположительно, начало lV века н. э.). 

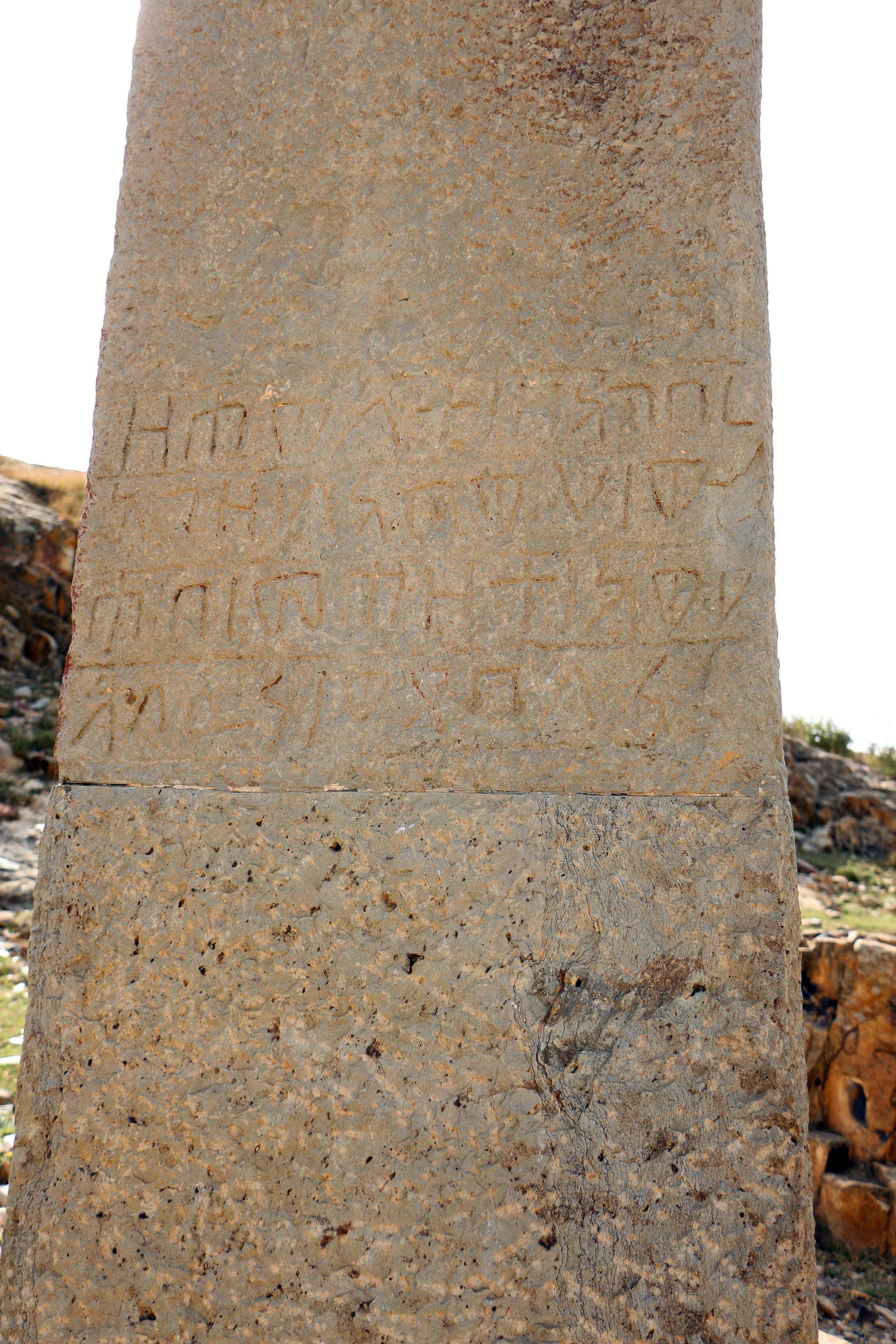
Обелиск в Балау Кава (Мэтэра)

## Лингвистическая характеристика

### Фонетика и фонология

#### Гласные
- a /æ/, < протосемитский *a; позднее /e/
- u /uː/ < протосемитский *ū
- i /iː/ < протосемитский *ī
- ā /aː/, < протосемитский *ā; позднее /a/
- e /eː/ < протосемитский *ay
- i /i/ < протосемитский *i, *u
- o /oː/ < протосемитский *aw

Также транслитерируются как ǎ, û, î, â, ê, ě, ô.

#### Согласные
Согласные в геэз имеют тройную оппозицию между звонкими, глухими и эмфатическими звуками.
|               |               | Губные | Зубные | Зубные          | Палатальные | Велярные | Велярные | Увулярные | Фарин- гальные | Глоттальные |
| plain         | Латеральные   | Губные | plain  | Лабиализованные | Палатальные |          |          | Увулярные | Фарин- гальные | Глоттальные |
| ------------- | ------------- | ------ | ------ | --------------- | ----------- | -------- | -------- | --------- | -------------- | ----------- |
| Носовые       | Носовые       | m      | n      |                 |             |          |          |           |                |             |
| Взрывные      | Глухие        | p      | t      |                 |             | k        | kʷ       |           |                | ʔ <’>       |
| Взрывные      | Звонкие       | b      | d      |                 |             | g        | ɡʷ       |           |                |             |
| Взрывные      | Эмфатические1 | pʼ <p̣> | tʼ <ṭ> |                 |             | kʼ <ḳ>   | kʷʼ <ḳʷ> |           |                |             |
| Аффрикаты     | Эмфатические  |        | ʦʼ <ṣ> |                 |             |          |          |           |                |             |
| Фрикативные   | Глухие        | f      | s      | ɬ <ś>           |             |          |          | χ <ḫ>     | ħ <ḥ>          | h           |
| Фрикативные   | Звонкие       |        | z      |                 |             |          |          |           | ʕ <‘>          |             |
| Фрикативные   | Эмфатические  |        |        | ɬʼ <ṣ́>          |             |          |          |           |                |             |
| Дрожащие      | Дрожащие      |        | r      |                 |             |          |          |           |                |             |
| Аппроксиманты | Аппроксиманты |        |        | l               | j <y>       |          | w        |           |                |             |

### Морфология

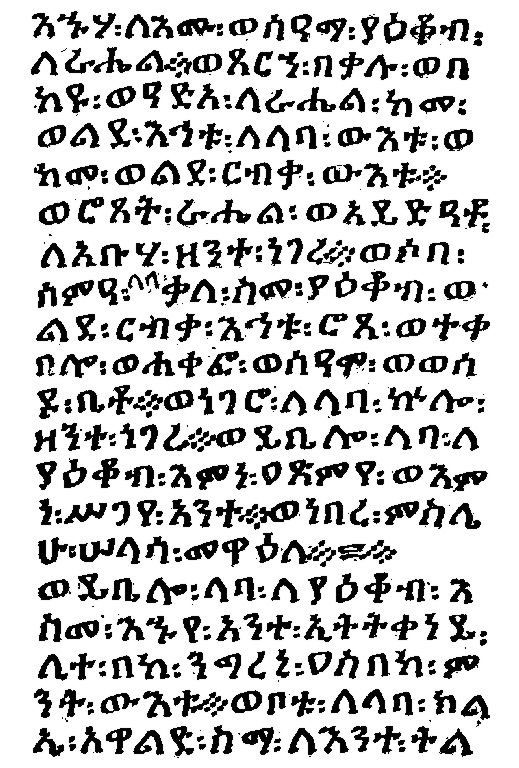
Отрывок текста из Книги Бытия, записанный алфавитом геэз

#### Имя
Основные категории имени — род, число, падеж.
Категория рода имеет два значения: мужской и женский. Наиболее частый показатель женского рода — -t; у неодушевлённых существительных противопоставление по роду стирается.
Категория числа имеет два значения: единственное и множественное. Множественное число выражается показателями -āt и -ān, а также с помощью аблаута и циркумфиксов.
Категория падежа также имеет два значения. Один из падежей немаркирован. Второй, падеж на -а, маркирует прямой объект (rəʔəya kalb-a «он увидел собаку») и вершинное имя в притяжательной конструкции (bəʔəsit-a nəguŝ «женщина царя»).

#### Глагол
В глаголе имеется богатая система пород (каузатив на ʔa-, рефлексив на ta-, каузатив-рефлексив на ʔasta-).
Временная система представлена суффиксальным спряжением (перфект: nagara «он сказал», gabra «он сделал») и префиксальным спряжением (имперфект: yə-naggər «он скажет», yə-gabbər «он сделает». Для обозначения действия, одновременного с действием основного предиката или предшествующего ему, используется особая глагольная форма (герундив, конверб: zanta bəhilo nabara «сказав это, он сел»).
Аналитические временные конструкции образуются с помощью вспомогательных глаголов hallo и kona «быть».

### Синтаксис
Порядок слов относительно свободный. Определения обычно следуют за определяемым. Наиболее распространённый порядок слов в простом глагольном предложении VSO («предикат + субъект + объект»), в простом именном — SV («субъект + предикат»).

### Лексика
В лексике большое количество заимствований из кушитских языков и из греческого, есть термины арабского, арамейского, древнееврейского и латинского происхождения.